# Programa contenedor
Un programa contenedor, también llamado contenedor televisivo, bloque televisivo o programa ómnibus, es un programa de televisión dentro del cual se emiten uno o varios programas de entidad independiente, como episodios de series, películas u otros programas. Aunque los programas contenedor suelen emitirse en vivo, también los hay en diferido.

## Características
Cuando un programa de duración estándar finaliza, mucha gente cambia de canal. En consecuencia, y con el fin de retener al público, especialmente en días y horarios en los que la atención de este hacia la televisión es mayor, la cadena puede recurrir a colocar un programa de mayor duración que contenga diversas secciones. Dentro de este formato se alternan información, entrevistas, concursos, humor, números musicales e inclusive ficción.
Las ventajas para la cadena emisora son:
- el público cambia menos de canal cuando termina una sección que un programa;
- si una sección no funciona y se elimina, hay menor pérdida de audiencia que si se deja de emitir un programa completo.

A su vez trae ciertas desventajas para el televidente:
- a veces el contenido del programa no aparece en las guías de televisión, por lo que la única manera de conocerlo es haber visto emisiones anteriores y esperar que sea parecido;
- no siempre en todas las emisiones se ofrecen las mismas secciones, ni se indica la hora exacta de cada una de ellas, lo que genera incertidumbre si quiere programar la videocasetera para grabar su favorita.

El primer programa de este tipo fue Sábados circulares de Mancera, emitido en Argentina —país donde el formato es referido como «ómnibus»— entre 1962 y 1974. Otros ejemplos notables son: Programa Silvio Santos en Brasil, Siempre en domingo en México, Domingo para todos en El Salvador, Súper sábado sensacional en Venezuela, Sábado gigante en Chile y Domenica In en Italia.En España, se realizó sobre todo en formatos infantiles y juveniles, que solían incluir series destinadas a este público. Algunos de ellos eran Club Megatrix, Club Disney, Pinnic, Desesperado Club Social, o Cuatrosfera. Otro ejemplo era el magacín La familia de la tele de La 1 de Televisión Española.